# پراکندگی فراوانی اشغال
در کلان‌بوم‌شناسی و بوم‌شناسی جامعه، پراکندگی فراوانی اشغال (به انگلیسی: Occupancy frequency distribution)، پراکندگی تعداد گونه‌هایی است که چندین منطقهٔ مختلف را اشغال می‌کنند. نخستین بار در سال ۱۹۱۸ توسط گیاه‌شناس دانمارکی Christen C. Raunkiær در مطالعه‌اش دربارهٔ جوامع گیاهی گزارش شد. پراکندگی فراوانی اشغال همچنین در ادبیات به عنوان پراکندگی اندازه دامنهٔ گونه‌ای شناخته می‌شود.